# Jastrzębia (Powiat Radomski)
Jastrzębia ist ein Dorf sowie Sitz der gleichnamigen Landgemeinde im Powiat Radomski der Woiwodschaft Masowien, Polen.

## Gemeinde
Zur Landgemeinde Jastrzębia gehören folgende Ortschaften mit einem Schulzenamt:
Bartodzieje
Brody
Dąbrowa Jastrzębska
Dąbrowa Kozłowska
Goryń
Jastrzębia
Kolonia Lesiów
Kozłów
Lesiów
Lewaszówka
Mąkosy Nowe
Mąkosy Stare
Olszowa
Owadów
Wojciechów
Wola Goryńska
Wola Owadowska
Wolska Dąbrowa
Wólka Lesiowska

## Verkehr
Auf Gemeindegebiet liegt der Halt Lesiów der Bahnstrecke Warszawa–Kraków.